# ارين وايت
ارين وايت (بالإنجليزية: Warren White)‏ هو لاعب كرة قاعدة أمريكي، ولد في 1844 في Milton, Ulster County, New York ‏ في الولايات المتحدة، وتوفي في 12 يونيو 1890 في ليتل روك في الولايات المتحدة.

## وصلات خارجية
- ارين وايت على موقعبيزبول رفرنس.كوم (الدوري الرئيسي) (الإنجليزية)
- ارين وايت على موقعبيزبول رفرنس.كوم (الدوري الثانوي) (الإنجليزية)